# Luandabahn
| Luandabahn in Angola |                   |                   |                   |
| Streckenlänge: | 424 km            |                   |                   |
| Spurweite: | 1067 mm (Kapspur) |                   |                   |
| |                   |                   |                   |
| \| \| 0 \| Luanda Bungo \| Luanda Bungo \| \| \| 8 \| Luanda Muceques \| Luanda Muceques \| \| \| \| Estalagem \| \| \| \| 22 \| Viana \| Viana \| \| \| 36 \| Baia \| Baia \| \| \| 65 \| Catete \| Catete \| \| \| 1350 \| Zenza do Itombe \| Zenza do Itombe \| \| \| \| \| \| \| \| 19 \| Cassoalala \| Cassoalala \| \| \| 45 \| Dondo \| Dondo \| \| \| 209 \| Canhoca \| Canhoca \| \| \| \| nach Golungo Alto \| \| \| \| 241 \| N'Dalatando \| N'Dalatando \| \| \| 350 \| Cacuso \| Cacuso \| \| \| 424 \| Malanje \| Malanje \| |                   |                   |                   |
| Kopfbahnhof Streckenanfang | 0                 | Luanda Bungo      | Luanda Bungo      |
| Bahnhof | 8                 | Luanda Muceques   | Luanda Muceques   |
| Bahnhof |                   | Estalagem         | Estalagem         |
| Bahnhof | 22                | Viana             | Viana             |
| Bahnhof | 36                | Baia              | Baia              |
| Bahnhof | 65                | Catete            | Catete            |
| Bahnhof | 1350              | Zenza do Itombe   | Zenza do Itombe   |
| Strecke von links · Abzweig geradeaus und nach rechts |                   |                   |                   |
| Bahnhof · Strecke | 19                | Cassoalala        | Cassoalala        |
| Kopfbahnhof Streckenende · Strecke | 45                | Dondo             | Dondo             |
| Bahnhof | 209               | Canhoca           | Canhoca           |
| Abzweig geradeaus und ehemals nach links |                   | nach Golungo Alto | nach Golungo Alto |
| Bahnhof | 241               | N'Dalatando       | N'Dalatando       |
| Bahnhof | 350               | Cacuso            | Cacuso            |
| Kopfbahnhof Streckenende | 424               | Malanje           | Malanje           |

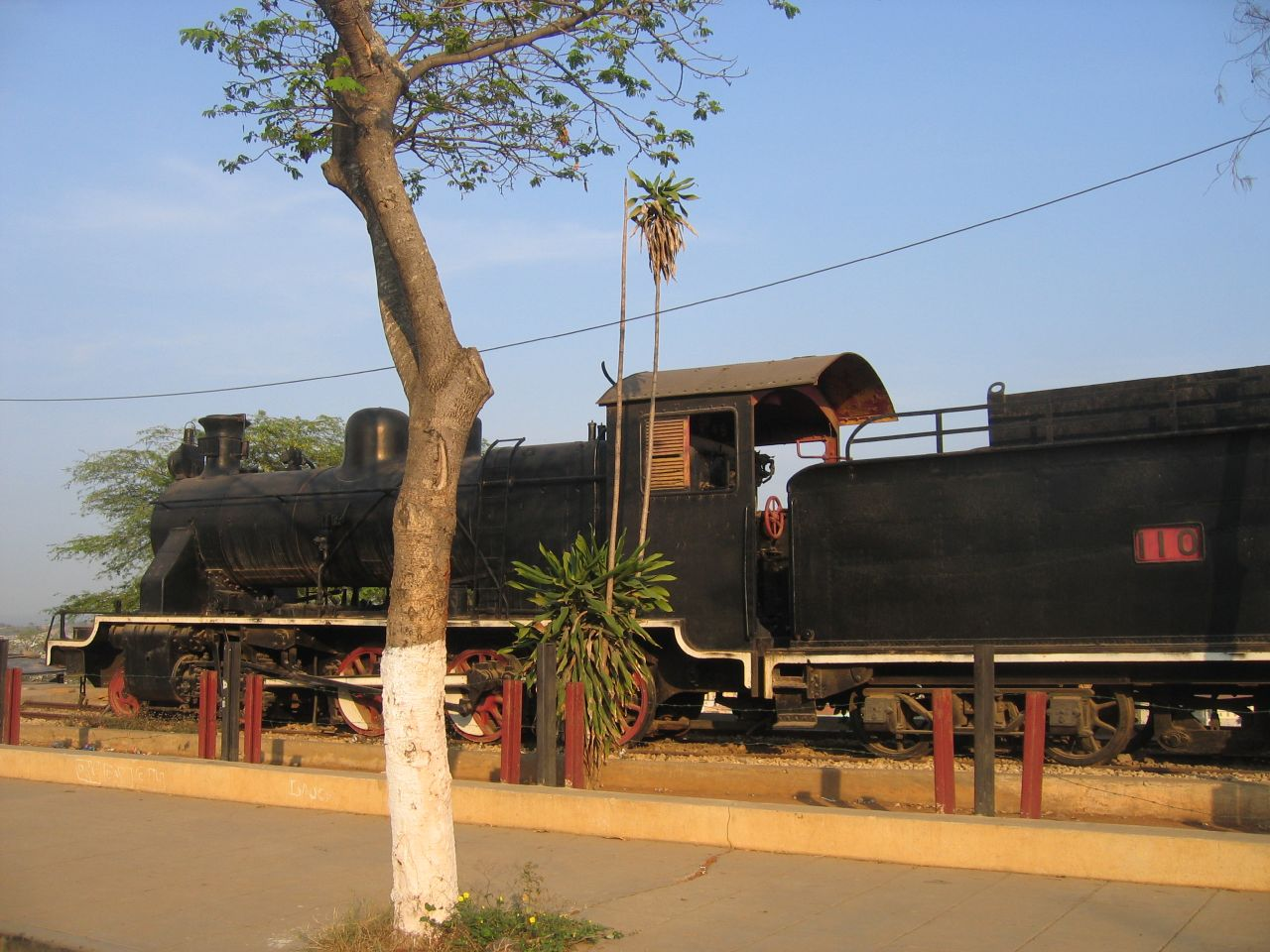
Historischer Zug

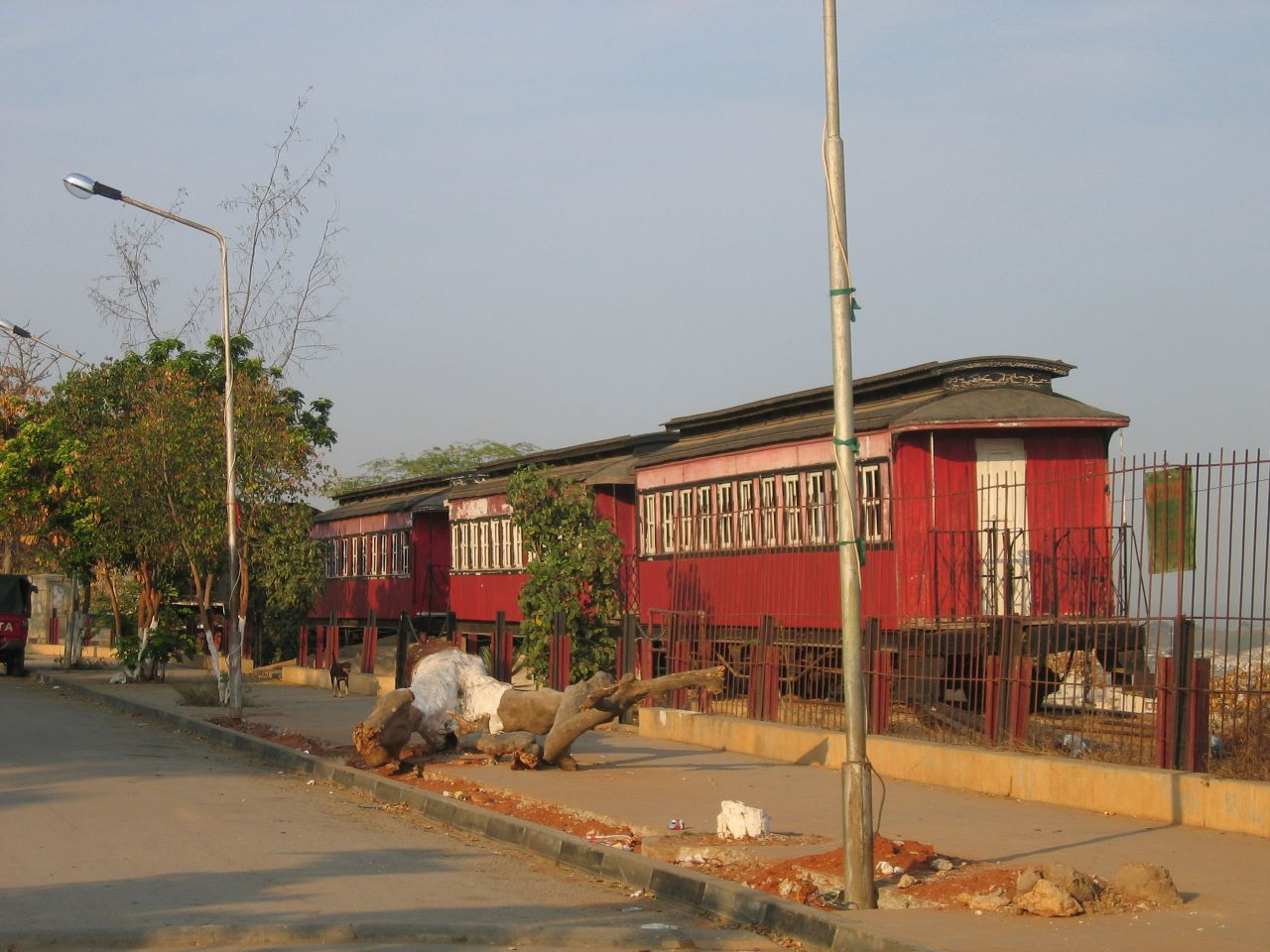
Historische Wagen

Die Luandabahn (portugiesisch Caminho de Ferro de Luanda, kurz CFL) ist eine Eisenbahnstrecke in Angola. Sie verbindet auf einer Strecke von 424 Kilometer den Bahnhof Estação do Bungo in der Hauptstadt Luanda mit der Provinzhauptstadt Malanje. Die Strecke hat eine Spurweite von 1067 mm und überwindet insgesamt einen Höhenunterschied von ca. 1160 m. Der Zugverkehr auf der Luandabahn wird von der staatlichen „Caminho de Ferro de Luanda, EP“ betrieben.

## Geschichte
Diese Bahnstrecke ist die älteste in Angola. Mit ihrem Bau begann man im Jahre 1886. Diese frühe Streckenführung verlief durch das Tal des Bengo. Die erste Ausbaustufe erreichte eine Streckenlänge von 364 km und endete zunächst am Fluss Lucala. Zu dieser Zeit hieß diese Strecke „Eisenbahn von Ambaca“ (portugiesisch Caminho de Ferro de Ambaca). Im Jahre 1909 erfolgte die Verlängerung bis Malanje. Weil sie zur Erschließung in der Tiefe der Kolonie diente, war die Streckenführung bewusst nicht in bereits besiedelte Talzonen angelegt worden, sondern auf Höhen, die die Wasserscheide zwischen Bengo und Cuanza darstellen. In diesen Landschaften waren die Trassierungsarbeiten leichter als anderswo. Schwierige Geländesituationen ergaben sich jedoch für die Zweigstrecke Canhoca–Golungo Alto, die deswegen nur in einer Spurweite von 600 mm ausgebaut und 1915 fertiggestellt wurde.
In den Jahren von 1924 bis 1931 erfolgten weitere Ausbauarbeiten an der Hauptstrecke, die nun nur noch 426 km lang war, als zuvor 504 km. In diesem Zusammenhang gab es einen Rückbau im Streckenabschnitt über Funda, da sich der Lastkraftwagenverkehr zwischen den tangierten Bereichen in der Bengoregion und der Hauptstadt als ökonomisch vorteilhafter erwies. Zugleich wurde die Strecke auf Kapspur umgespurt.
Der Streckenbau diente dem Abtransport von Bergbauprodukten des Eisenerzgebietes von Malanje und von den Manganerzlagerstätten bei N’dalatando. Zudem gelangen Agrarprodukte zur Küste. Von Beginn an waren das Baumwolle, Mais, Maniok, Kaffee und Zucker.

## Zweigstrecken und Planungen
Auf dem Weg gibt es eine 55 Kilometer lange Zweigstrecke von Zenza do Itombe nach Dondo. Eine Verlängerung war geplant, um beim damaligen Nova Lisboa einen Anschluss an das südliche Streckensystem in Angola zu schaffen. Sie kam jedoch nicht zur Ausführung. Die 31 Kilometer lange Zweigstrecke von Canhoca nach Golungo Alto mit Spurweite 600 mm ist stillgelegt. Um 1954 gab es Vorarbeiten, die Luandabahn weiter nach Osten tiefer in das Gebiet Baixa de Cassanje hinein fortzusetzen, die jedoch nicht umgesetzt wurden.
Ursprüngliche Vorarbeiten zur Verlängerung der Hauptstrecke von Malanje in Richtung Osten wurden später nicht mehr aufgegriffen.

## Entwicklung nach Ende des Bürgerkrieges
Nach Ende des Bürgerkrieges 2002 begannen die Pläne für die Sanierung der Strecke. Mit Hilfe der chinesischen Unternehmen CR-20 und CIMEK-TEC begannen 2005 die Arbeiten, die insgesamt 60 Millionen Kwanza (460 Millionen Euro) kosteten.  Die gesamte Strecke von Luanda bis Malanje wurde am 27. Dezember 2010 für den Betrieb freigegeben, der Personenverkehr bis Malanje wurde am 13. Januar 2011 aufgenommen.
Auf der Strecke gibt es ein breites Angebot: Fernzüge, Regionalzüge und Vorortzüge. Im Regionalverkehr von Luanda verkehren die Züge seit dem 11. Oktober 2010 zwischen 6:40 und 18:00 Uhr im Stundentakt zwischen den Stationen Baia in Viana und Textang in Boavista.
Allein im Vorortverkehr befördert das Staatsunternehmen etwa 14.000 Fahrgäste pro Tag.
Am 9. Februar 2022 kam es auf der Strecke in der Nähe von N’dalatando bei Kilometer 230 zu einem Unfall mit einem Güterzug, bei dem 8 Tankwagen mit Diesel beladen von den Gleisen geschleudert wurden. Die Beschädigung der Gleisanlage erstreckte sich auf einer Länge von 150 Metern.